# NGC 1303
NGC 1303 (другие обозначения — MCG -1-9-29, NPM1G -07.0123, PGC 12527) — линзообразная галактика (S0) в созвездии Эридан. Открыта Генрихом Луи Д'Арре в 1865 году. Описание Дрейера: «очень тусклый объект, содержит отдельные звёзды».
Галактика содержит чёрную дыру, массой в 0,25 от массы всей галактики целиком (соотношение массы галактики к массе чёрной дыры равно 4). Это один из рекордных показателей, превышает который, возможно, лишь карликовая галактика M60-UCD1 с соотношением оцениваемым между 2 и 11-ю.
Этот объект входит в число перечисленных в оригинальной редакции «Нового общего каталога».